# Bricquebec (kaas)
De Bricquebec of Trappiste de Bricquebec is een Franse kaas uit Normandië (Cotentin).
De kaas is ontwikkeld door de trappisten van de abdij van Bricquebec, in Valognes. In de tijd na de stichting van de abdij werd gezocht naar een middel de abdij van inkomsten te voorzien. Van andere trappistenkloosters werd het kaasmaken overgenoem, dat sinds de ontwikkeling van de Port-du-Salut door de monniken in Port Rhingeard al een wijde vlucht had genomen. De Bricquebec hoort zo thuis in de reeks van abdijkazen zoals de Saint-Paulin de Port Salut, de Mont des Cats, de Belval enzovoorts.
De kaas had onmiddellijk succes, binnen de streek van Cherbourg, maar ook daarbuiten. Via een distributeur werd de kaas in Parijs verkocht onder de naam Fromage de la Providence, en onder die naam heeft zij ook meerdere prijzen gewonnen.

Voor de Tweede Wereldoorlog verwerkte de abdij de melk van een paar honderd boeren, maar de oorlog bracht verandering. Na die tijd storten vele bedrijven zich op de productie van de Saint-Paulin en levert het voor de monniken te weinig op. In 1961 werd de productie gestopt, het merk "La Providence" werd overgedragen aan een de coöperatie van Valognes "Valco".
De Bricquebec kent een rijpingstijd van twee maanden in een rijpingskelder. De smaak van de kaas is zacht, weinig opvallend.